# 최강전사 미니특공대: 영웅의 탄생
《최강전사 미니특공대: 영웅의 탄생》은 2016년 2월 4일에 개봉한 대한민국의 애니메이션 영화이다.

## 캐스팅
- 엄상현, 양정화 : 볼트 역
- 전태열 : 새미 역
- 신용우 : 맥스,제레미 아이언스 박사 역
- 이소영 : 루시 역
- 소연 : 안나 아이언스 역
- 홍진욱 : 첸, 파스칼 역
- 성완경 : 제우스 역
- 남도형 : 파카스 역
- 정영웅 : 워머 역

## 제작진
- 총괄 프로듀서: 김수훈
- 프로듀서: 김웅주, 민현기, 박상글
- 감독: 이영준
- 시나리오감독: 김수훈
- 시나리오슈퍼바이저: 신현덕
- 시나리오 작가: 최인희
- 아트디렉터: 김수훈, 박용주
- 캐릭터 디자인: 박용주, 최정진
- 배경 디자인: Studio GAGE
- 메카닉 디자인: MFS
- 메카닉 기획 총괄: 최종일
- 메카닉 수석 디자인: 지태옥
- 메카닉 3D 설계: 송준호
- 메카닉 컬러 아트: 노지현
- 스토리보드 슈퍼바이저: 김승주
- 스토리보드 아티스트: 윤소영, 백정현, 김왕엽, 김지혜, 이충식
- 3D 제작 총괄: 김병우
- 모델링 슈퍼바이저: 안도문
- 선임 모델러: 이승연, 최두열, 한정훈, 김상기, 강선미
- 모델러: 강민지, 김다운, 문성일, 박지언, 정재현, 김상훈, 조윤주, 조미정, 이현일, 곽동민
- 리깅: 장경수, 박영선
- 애니메이션 슈퍼바이저: 이영준
- 선임 애니메이터: 김영진, 박세나, 곽수진, 김경하, 박성배
- 애니메이터: 전민정, 고혜영, 전경혜, 홍은주, 김영지, 이수진, 민슬아, 민경무, 이지성, 류한조, 이은진, 박선혜, 이용진, 김상연, 이교진, 박설하, 김봉용, 송왕근, 이주희, 김하경, 서준, 김수민
- 비주얼 슈퍼바이저: 서보국
- 라이팅 슈퍼바이저: 김성곤
- 라이팅 셋업 메니저: 채인수
- 라이팅 셋업 어시스트: 강음
- 라이팅/렌더링: 이정아, 김태윤, 원대연
- 합성 슈퍼바이저: 김진수
- 합성: 박성순, 장재혁, 김동환, 송여정, 김주정, 류지영
- 이펙트 슈퍼바이저: 강명호
- 이펙트: 김대열, 박두환, 이승진, 박성우, 홍지훈
- 모션 그래픽: 문승현
- 스크립트/파이프라인: 김종철
- 영상 편집: 이영준, 김웅주
- 연출: 김래경
- 녹음/믹스: 김학주
- 편집: 김민우
- 음악 감동: 동민호
- 작/편곡: 동민호, 유태진, 김태진, 허나윤
- 음향효과 감독: 김지희
- 주제가 작사: 김수훈
- 주제가 작곡: 동민호
- 주제가 노래: J.spa
- 오디오 마스터링: 펀사운드웍스
- 콘텐츠 사업 본부: 최규형, 김종래, 민지영, 채혜지, 김애주, 김민경, 우건파
- 배급 사업 본부: 민철환
- 경영 지원: 이용혁, 권순확, 김연옥, 김진숙, 박은미
- 배급: 삼지애니메이션
- 제작: 삼지애니메이션